# Bisterne
Bisterne est un hameau de la paroisse civile de Ringwood dans le parc national de la New Forest, Hampshire, en Angleterre. La ville la plus proche est Ringwood, qui se situe à un peu moins de 5 km au nord.

## Histoire
Bisterne est mentionné dans le Domesday Book de 1086 sous le nom de Betestre.
Il est alors possédé par les fils de Godric Malf ; ce dernier l’avait lui-même possédé avant 1066.
Le lieu est connu sous le nom de Bettesthorne au XIIIe siècle et a donné son nom à ses premiers seigneurs, la famille Bettesthorne qui possédait également des terres à Minstead.
Au XVe siècle, la famille Berkeley en a hérité et, au XVIe siècle, la famille Compton.
En 1792, John Compton vendit le manoir à  William Mills ; il est ensuite resté dans la famille Mills.

### L'église Saint-Paul

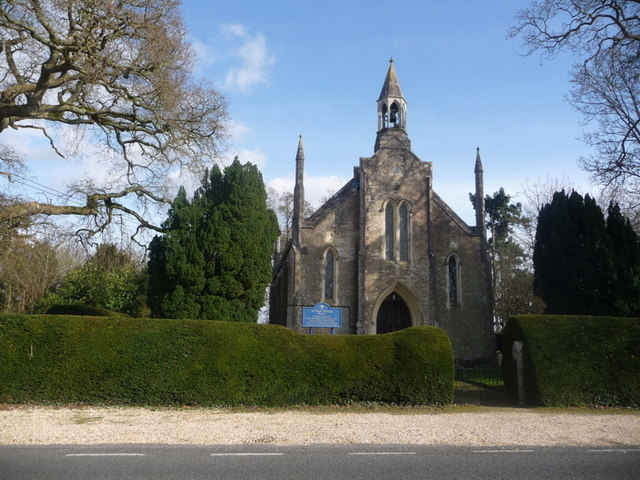
L'église Saint-Paul de Bisterne.

L'église Saint-Paul  de Bisterne, a été construite en 1842, en briques avec des parements en pierre. Elle se compose d'une nef de cinq baies, de bas-côtés, d'un porche au nord et d'un clocher-tour à flèche contenant une cloche.

### RAF Bisterne

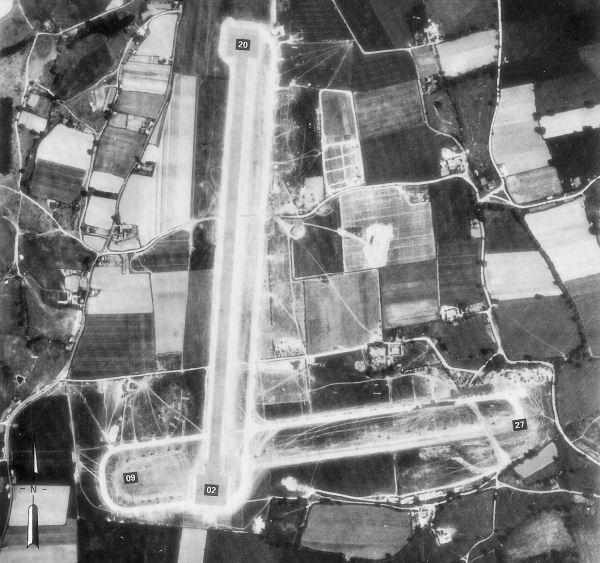
La base aérienne de Bisterne en 1944.

La base aérienne « RAF Bisterne » a été ouverte en mars 1944 en tant que prototype du type d’aérodrome temporaire « Landing Ground » qui serait construit en France après le D-Day. Elle était située à l'est de la route B3347, entre Bisterne et Kingston. Elle a été utilisée par l'« US Army Air Force » United States Army Air Force comme aérodrome de chasse. Elle a été fermée à la fin de l'été 1944. 
Aujourd'hui, le site est retourné à l'agriculture.

## Le dragon de Bisterne
Bisterne est renommé dans le folklore anglais pour être le lieu supposé d'un « meurtre de dragon ». 
La tradition locale raconte qu'un dragon avait son repaire à Burley Beacon, à environ 5 km à l'est de Bisterne, à Burley.
Il existe plusieurs versions du conte, l'une étant que la créature "volait" tous les matins à Bisterne, où elle se serait approvisionnée en lait. 
Pour tuer le dragon, un vaillant chevalier (généralement nommé Berkeley) a construit une cachette pour lui tendre une embuscade avec ses deux chiens. La créature est venue comme d'habitude, un matin, pour son lait, et quand la porte de la cabane a été ouverte, les chiens l'ont attaquée. Pendant la bataille avec les chiens, le chevalier terrasse le dragon par surprise, les chiens mourant dans la mêlée. 
La bataille a fait rage dans toute la forêt, le dragon mourant finalement aux abords de  Lyndhurst, son cadavre devenant une grande colline (maintenant connue sous le nom de « Boltons Bench »). Bien que le chevalier ait vaincu le dragon, il est brisé mentalement par la bataille et, après trente jours et trente nuits, il retourne à Boltons Bench pour y mourir seul, son corps se transformant en un if que l'on peut encore voir aujourd'hui.